# Ulrica Viktoria Åberg

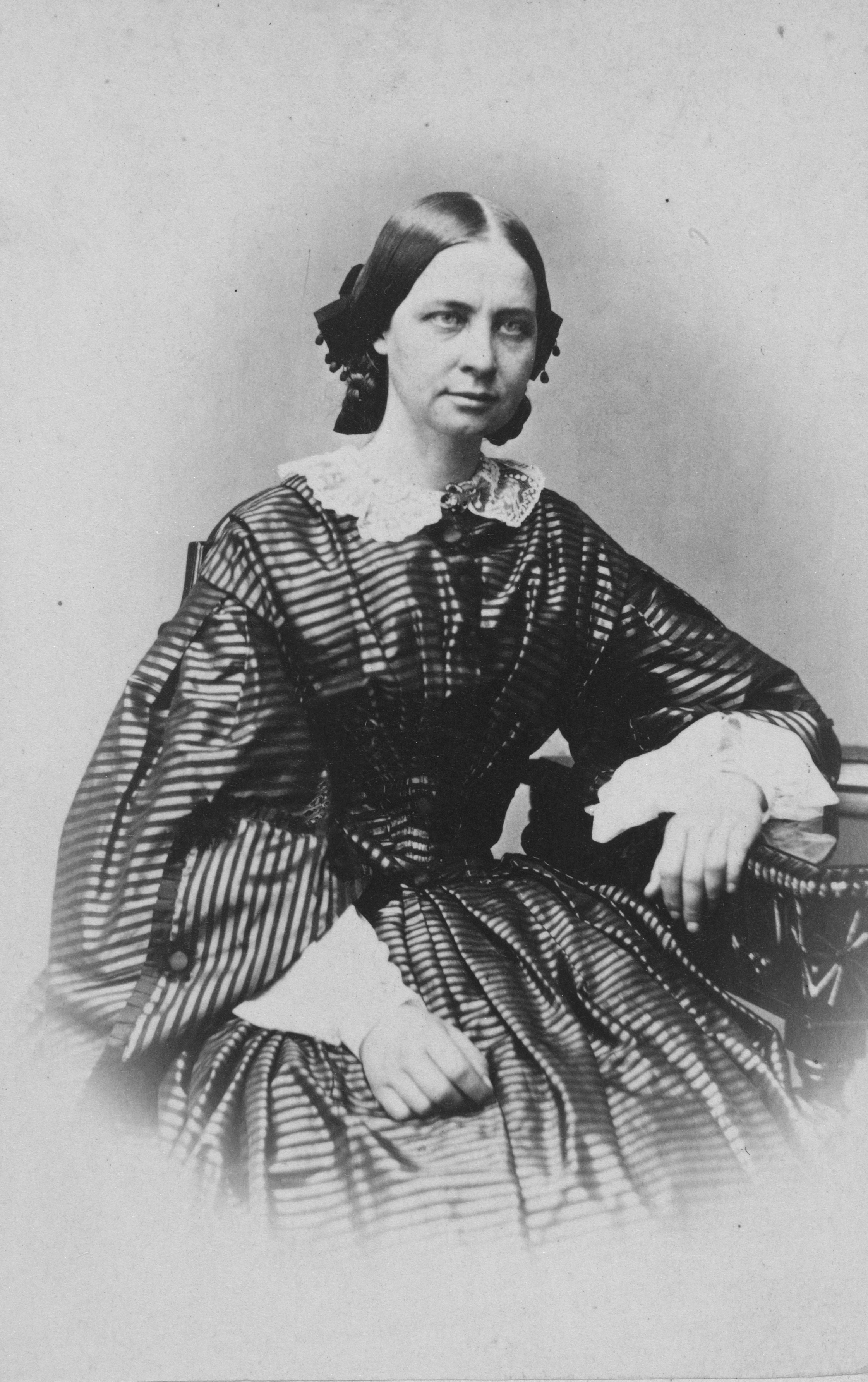
Ulrica Viktoria Åberg
en 1860.

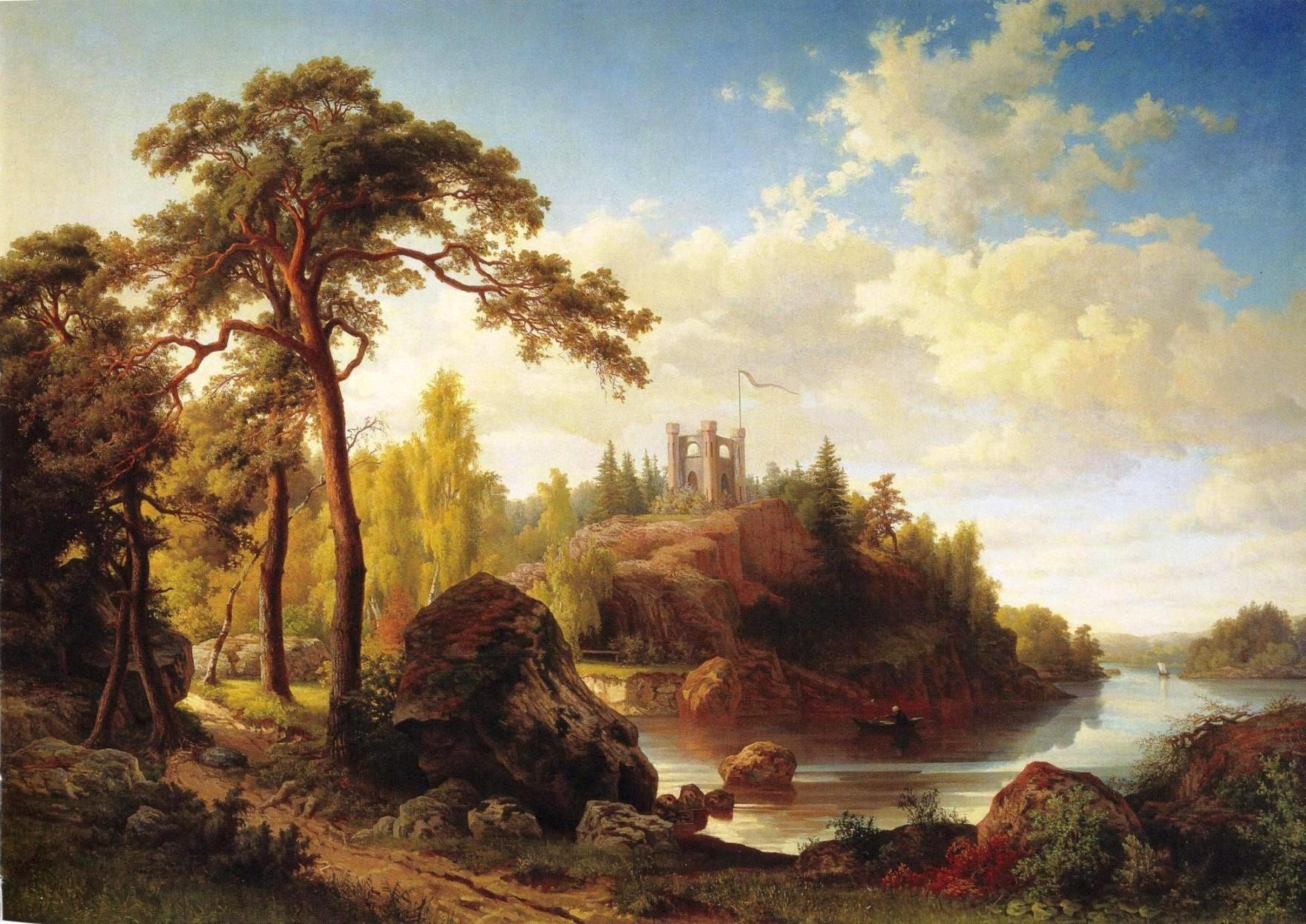

Ulrica Viktoria Åberg (24 de febrero de 1824 - 15 de julio de 1892) fue una pintora paisajista finesa que representa un hito significativo en la historia del arte finlandés. Reconocida por su contribución a la escuela pictórica de Düsseldorf, Åberg se distinguió como una de las primeras mujeres en Finlandia en forjar una carrera remunerada como pintora profesional.

## Trayectoria

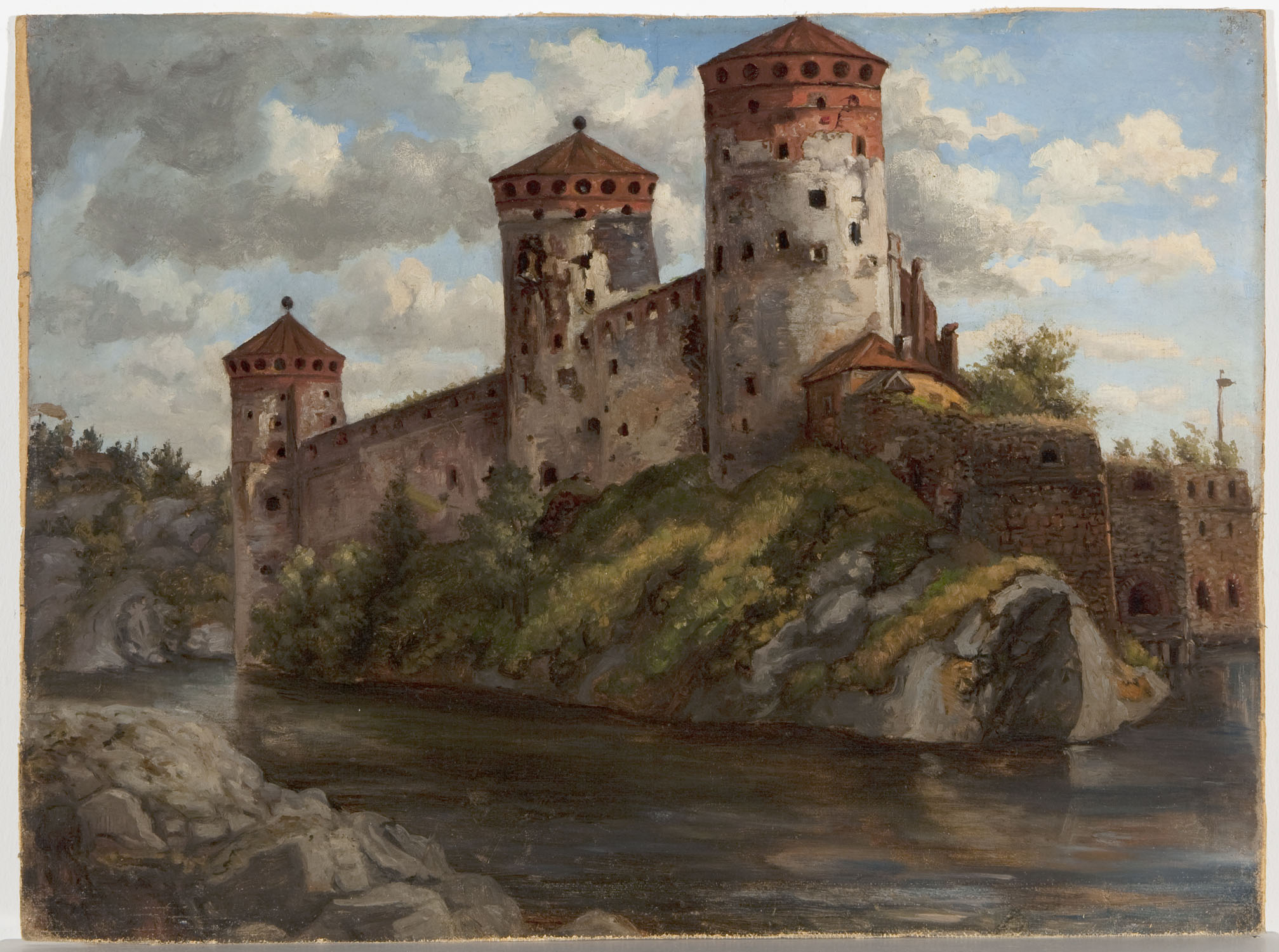

Åberg nació el 24 de febrero de 1824 en Finlandia.
Su formación artística se gestó en la Escuela de Dibujo de la Asociación de Arte de Finlandia, conocida como Suomen Taideyhdistyksen Piirustuskoulu, donde se graduó en 1848, siendo parte de la primera generación de alumnos en obtener este logro. Este hito educativo marcó el comienzo de una trayectoria que la llevaría a perfeccionar su arte en destinos como Düsseldorf, donde estudió con el renombrado pintor noruego Hans Gude, y más tarde en ciudades como Dresde y Weimar en Alemania, entre finales de la década de 1850 y principios de la de 1860. A pesar de su dedicación al arte, Åberg también ejerció como profesora de costura en la Escuela Sueca de Carpintería para Damas de Helsinki. Su incursión en la enseñanza artística la llevó a desempeñar roles docentes en una escuela secundaria desde mediados de la década de 1840 hasta principios de la de 1860, marcando su compromiso tanto con la producción artística como con la transmisión de conocimientos.
El debut público de Åberg como pintora tuvo lugar en 1849, consolidando así su presencia en el ámbito artístico. Sin embargo, a pesar de su talento y logros, Åberg optó por vivir y trabajar fuera de Finlandia a partir de mediados de la década de 1860. Esta decisión estuvo motivada por su percepción de que su obra no era suficientemente apreciada en su país de origen. 
En 1861, Åberg obtuvo el reconocimiento al ganar el primer premio Dukatpris otorgado por la Finnish Art Society. Este premio, instaurado en 1858, se concede anualmente a jóvenes artistas visuales meritorios menores de 35 años, y es uno de los galardones más tradicionales y valiosos otorgados por la asociación.
Falleció el 15 de julio de 1892 a la edad de 68 años. El legado artístico de Ulrica Viktoria Åberg radica no solo en sus pinturas, sino también en su papel como pionera, desafiando las barreras de sexo y destacando en un campo dominado por varones en esa época. Su contribución a la pintura paisajística y su búsqueda incansable por el reconocimiento de su arte son testimonios perdurables de su valía en la historia del arte finlandés. A través de su dedicación y talento, Åberg trascendió fronteras geográficas y culturales, dejando una huella duradera en la narrativa artística de Finlandia.

## Premios y reconocimientos

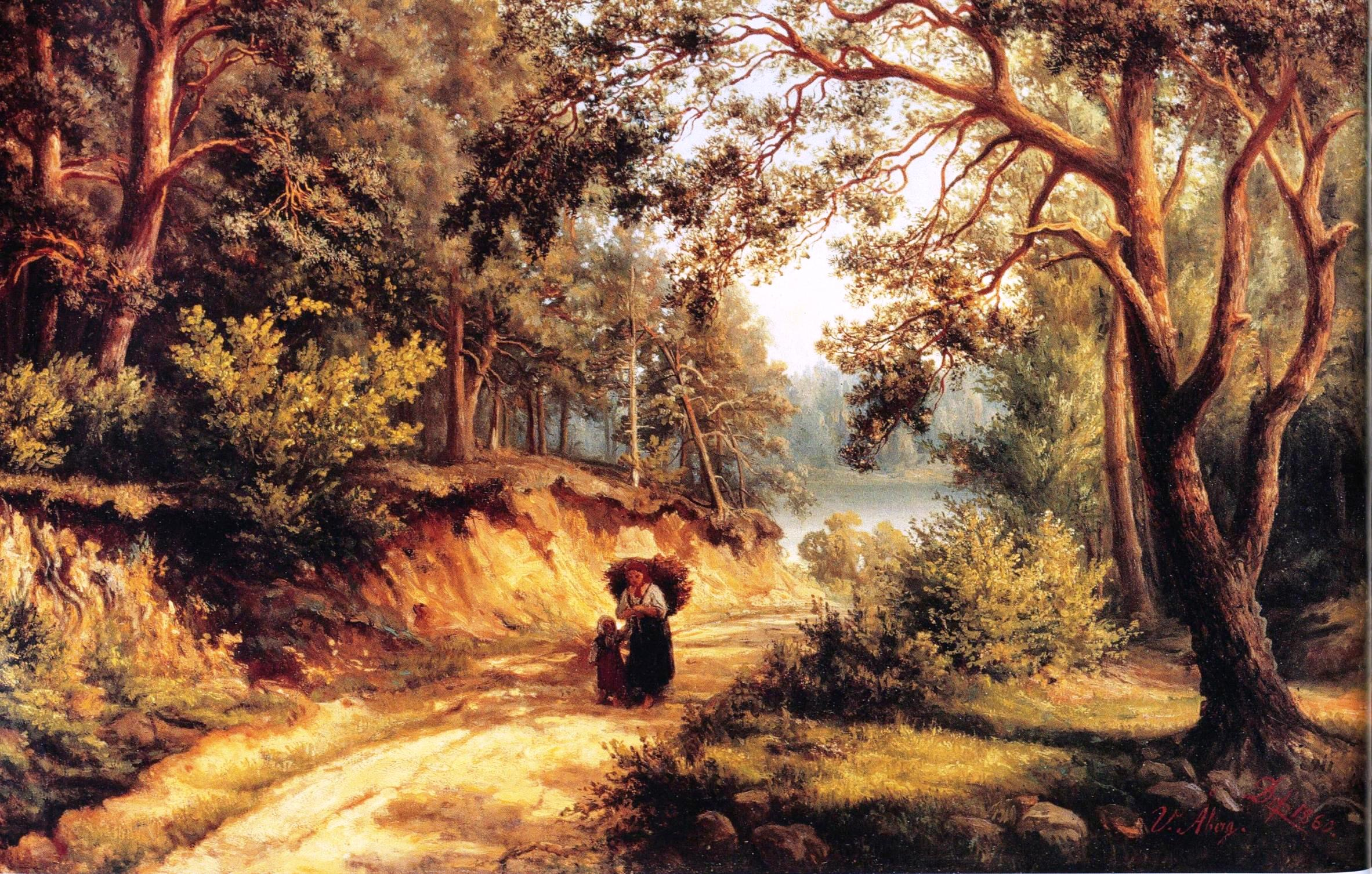

- 1861, Primer Premio Dukatpris del Finnish Art Society's. [5][6][7]
- 1866, la Academia Imperial de las Artes de San Petersburgo le concedió el título honorífico de Artista de Primera Clase.[8]